# Salanoia
 Salanoia  ist eine Gattung der Madagassischen Raubtiere (Eupleridae). Sie besteht aus zwei Arten kleiner Raubtiere, dem Schlichtmungo (Salanoia concolor) und dem 2010 beschriebenen Salanoia durrelli.

## Merkmale
Die Arten der Gattung Salanoia haben wie alle Madagaskar-Mangusten einen langgestreckten, schlanken Körper mit kurzen Gliedmaßen. Der Schädel ist abgeflacht, die Schnauze langgestreckt, wobei dieser bei Salanoia durrelli etwas stumpfer als beim Schlichtmungo ausgebildet ist.  Das Fell beider Arten ist an der Oberseite dunkelbraun (bei Salanoia durrelli etwas heller), der Bauch ist beim Schlichtmungo rötlichbraun und bei Salanoia durrelli gelblichbraun gefärbt. Im Gegensatz zu anderen Madagaskar-Mangusten sind keine Streifen vorhanden, auch der Schwanz ist einfarbig bis auf die Spitze bei Salanoia durrelli. 
Der Schlichtmungo erreicht eine Kopf-Rumpf-Länge von 35 bis 38 Zentimetern, Salanoia durrelli ist wahrscheinlich etwas kleiner (die beiden gemessenen Individuen hatten eine Kopf-Rumpf-Länge von 31 und 33 Zentimeter), der buschige Schwanz wird bei beiden Arten 16 bis 20 bzw. 21 Zentimeter lang und das Gewicht beträgt 550 bis 780 Gramm (bei Salanoia durrelli 600 und 675 Gramm).

## Verbreitung und Lebensweise

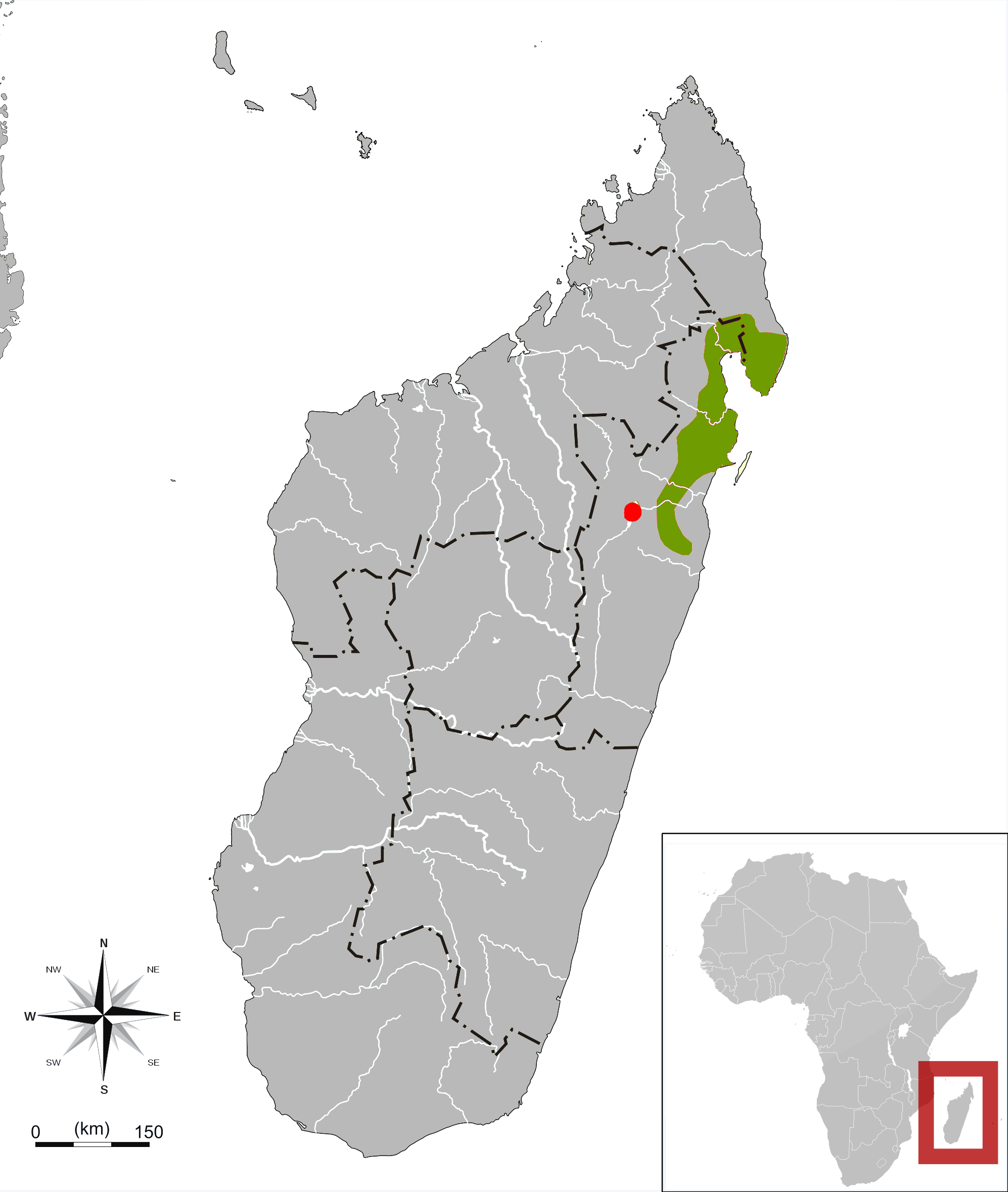
Verbreitungsgebiet der beiden Salanoia-Arten: Verbreitungsgebiet des Schlichtmungos (grün) und Fundort von Salanoia durrelli (rot)

Beide Arten sind auf Madagaskar endemisch. Der Lebensraum des Schlichtmungos sind Regenwälder im Nordosten der Insel, etwa auf der Halbinsel Masoala. Sie kommen vorrangig zwischen 300 und 700 Metern über dem Meer vor, gelegentlich auch bis zu 1000 Meter. Salanoia durrelli ist ausschließlich im Sumpfgebiet des Lac Alaotra im nordöstlichen Madagaskar nachgewiesen.
Über die Lebensweise beider Arten, vor allem jedoch des erst 2010 beschriebenen Salanoia durrelli ist nur wenig bekannt. Die Nahrung des Schlichtmungos besteht vorwiegend aus Insekten, etwa Käferlarven, während die kräftigere Bezahnung von Salanoia durrelli auf hartschaligere Beutetiere, etwa Krebse und Weichtiere hindeutet.

## Systematik
Die Gattung besteht aus zwei Arten, dem Schlichtmungo (Salanoia concolor) und dem 2010 beschriebenen Salanoia durrelli.
Während der genetische Befund eindeutig darauf hinweist, dass die Madagassischen Raubtiere eine monophyletische Gruppe sind, das heißt von einem gemeinsamen Vorfahren abstammen, ist die innere Systematik umstrittener. Die Madagaskar-Mangusten bilden wahrscheinlich ebenfalls eine monophyletische Gruppe – wobei die Position des Schlichtmungos und damit der Gattung Salanoia nicht genau bekannt ist. Durbin et al. 2010 legen aufgrund ihrer Untersuchung ein Schwestergruppenverhältnis der Gattung Salanoia mit dem Schmalstreifenmungo nahe, wobei der Breitstreifenmungo als Schwersterart desselben auftaucht.

## Gefährdung
Aufgrund der Zerstörung ihres Lebensraumes wird der Schlichtmungo von der IUCN als „gefährdet“ (vulnerable) gelistet. Es gibt keine Belege für die Bejagung oder die Nachstellung durch eingeschleppte Arten (Neozoen), aber auch diese Faktoren könnten eine Bedrohung darstellen. 
Der Lebensraum von Salanoia durrelli ist durch die Umweltverschmutzung, Lebensraumzerstörung für die Nutzung durch Reisfelder, Überfischung sowie die Etablierung eingeschleppter Arten (Neozoen) wie der Hausratte (Rattus rattus) und der Kleinen Indischen Zibetkatze (Viverricula indica), einem kleinen Raubtier, stark gefährdet. Der Delacour-Zwergtaucher (Tachybaptus rufolavatus), eine Vogelart, deren Verbreitungsgebiet sich auf diese Region beschränkte, wurde 2010 für ausgestorben erklärt und die Population der Bambuslemuren fiel innerhalb von fünf Jahren um etwa 30 % bis 2001. Als Art mit einem sehr eng begrenzten Lebensraum, der gefährdet ist, und in Konkurrenz zu mehreren eingeführten Arten, ist die Population dieser Art wahrscheinlich ebenfalls stark gefährdet, eine Erfassung hat jedoch noch nicht stattgefunden.

## Belege
1. 1 2 3  Joanna Durbin, Stephan M. Funk, Frank Hawkins, Daphne M. Hills, Paulina D. Jenkins, Clive B. Moncrieff, Fidimalala Bruno Ralainasolo: Investigations into the status of a new taxon of Salanoia (Mammalia: Carnivora: Eupleridae) from the marshes of Lac Alaotra, Madagascar. Systematics and Biodiversity 8(3), 2010: S. 341–355. doi:10.1080/14772001003756751
2. ↑  Anne D. Yoder, Melissa M. Burns, Sarah Zehr, Thomas Delefosse, Geraldine Veron, Steven M. Goodman und John J. Flynn: Single origin of Malagasy Carnivora from an African ancestor. In: Nature 421 (2003), S. 734–737. PDF
3. ↑  Factsheet auf BirdLife International